# オカラ (パキスタン)
オカラ(パンジャーブ語, ウルドゥー語: اوكاڑا)はパキスタンのパンジャーブ州のオカラ地区の中心都市である。小ラホールとしても知られる。

「オカラ」の名は、木の一種の「オカーン」から来ている。

オカラはラホールの南西に位置する。ファイサラーバードからラヴィ川を越えて100km離れている。農業と綿工場で知られる。最寄りの大都市はサヒワル(旧称モントゴメリー)である。

## 歴史
オカラは比較的新しい農業都市である。英領インド時代、オカーンの森の中に造られた都市がオカラである。
イギリス植民地時代はモントゴメリー地区の一部で、大規模な硝酸カリウム(KNO3)精製工場が有った。多くの繊維工場が有った。
1892年、オカラに鉄道が通った。
1982年、新設されたオカラ地区の中心になった。